# 迈瑞医疗
迈瑞医疗国际有限公司（Mindray），簡稱深圳邁瑞醫療，是一家位于中国深圳的跨国医疗器械开发商、制造商、销售商。迈瑞设计和生产各种医疗器械、设备、人类和兽类医用附属设备。公司现由三个关键商业线构成：病人监护与生命维持、In vitro产品和医学影像系统。2008年，迈瑞被认证为中国最大的医疗器械制造商。

## 历史
迈瑞于1991在中国深圳由包括李西廷、徐航和成明和的七名安科生物前雇员创立。它通过提供国内患者监测、成像和其他诊断产品而成长，从此成为一家领先的全球制造商。迈瑞在31个国家保有41家子公司和分支机构，在中国有32家分公司。迈瑞于2006年9月跻身纽约证券交易所，2016年3月为了重新申请跻身中国A股而退出。迈瑞于2018年10月又被列入深圳证券交易所。
2018年底，迈瑞因经济状况变化而取消了来自254名大学生的工作邀请，引发了招聘争议。2019年初其在公众强烈抗议后引用“企业社会责任”恢复了这些邀请。
2019年1月迈瑞与Korle Bu教学医院合作改善加纳的诊断患者护理。该公司捐赠了一台SAL6000分析仪以提高当地实验室的测试效率。

## 分部
病人监护与生命维持部门开发和制造多参数病人监护仪、生物遥测系统、麻醉系统、除颤器、心电图机、脉搏血氧测定仪、医院病床、支架系统和IT解决方案。 2008年，迈瑞以$209,000,000的价格收购了Datascope公司的病人监护部门，以扩展国外形象。